# FLG-5000
Das FLG-5000 (Abkz. für Fallschirmleuchtgeschoss-5000) war ein Leuchtgeschoss in der Bewaffnung der Nationalen Volksarmee der DDR.
Es wurde zur Gefechtsfeldbeleuchtung und zur Zielaufklärung bei der Artillerie und bei den Motorisierten Schützentruppen eingeführt.
Die erste Ausführung FLG-5000 M/68 wurde von einer Startschiene verschossen, das 1982 eingeführte FLG-5000 F4 aus einem wiederverwendbaren Startbehälter. Auf einen Abschussgestell auf einem Einachs-Fahrgestell konnten bis zu 28 FLG transportiert und verschossen werden. Vorgesehen aber nicht verwirklicht war auch die Anbringung an Hubschraubern und Schützenpanzern.
Die Modifikationen FLG-5000 F4G und FLG-5000 F4R wurden mit Roter und Grüner Farbe zum Markieren von Trennungslinien und Einführungsabschnitten eingesetzt.
Mit der Ausführung FLG-5000 A4 wurden Flugblätter verschossen.